# Kukulcania geophila wawona
Kukulcania geophila wawona is een spinnenondersoort in de taxonomische indeling van de spleetwevers (Filistatidae).
Het dier behoort tot het geslacht Kukulcania. De wetenschappelijke naam van de soort werd voor het eerst geldig gepubliceerd in 1942 door Ralph Vary Chamberlin  & Wilton Ivie.